# Eleonore Maximiliane Ottilie Henckel von Donnersmarck
Eleonore Maximiliane Ottilie Louise Gräfin Henckel von Donnersmarck geb. von Lepel (* 17. Oktober 1756 in Nassenheide in Pommern; † 20. Februar 1843 in Weimar) war eine preußische Adlige und Hofdame in Sankt Petersburg und Weimar. Ihre Enkelin Ottilie war die Schwiegertochter von Johann Wolfgang von Goethe.
Sie war die Tochter von Friedrich Wilhelm von Lepel und der Amalie Gräfin Henckel von Donnersmarck (1720–1783). 1774 heiratete sie den preußischen Generalleutnant und Gouverneur von Königsberg Victor Amadeus Graf Henckel von Donnersmarck.
1777 kaufte sie für 41.000 Taler das Schloss Groß Holstein zwischen Königsberg und Pillau, das ursprünglich von Kurfürst Friedrich III. von Brandenburg als Jagdschloss errichtet worden war. Dieses Anwesen verkaufte sie 1795 an Franz von Below.
1793, als ihr Ehemann starb, war sie Hofdame am Hofe des Prinzen Heinrich von Preußen, dem Bruder König Friedrich des Großen, im Schloss Rheinsberg bei Neuruppin.
Sie war dann ab 1802 Palastdame und Oberhofmeisterin bei Maria Pawlowna in Sankt Petersburg. Maria Pawlowna (1786–1859) war Großfürstin von Russland und Schwester des Zaren. 1804 folgte sie Maria Pawlowna nach Weimar, wo diese den Großherzog Carl Friedrich von Sachsen-Weimar-Eisenach heiratete. Bei ihr war Ottilie, wie sie in der Familie hieß, bis zu ihrem Tode in besagter Funktion.

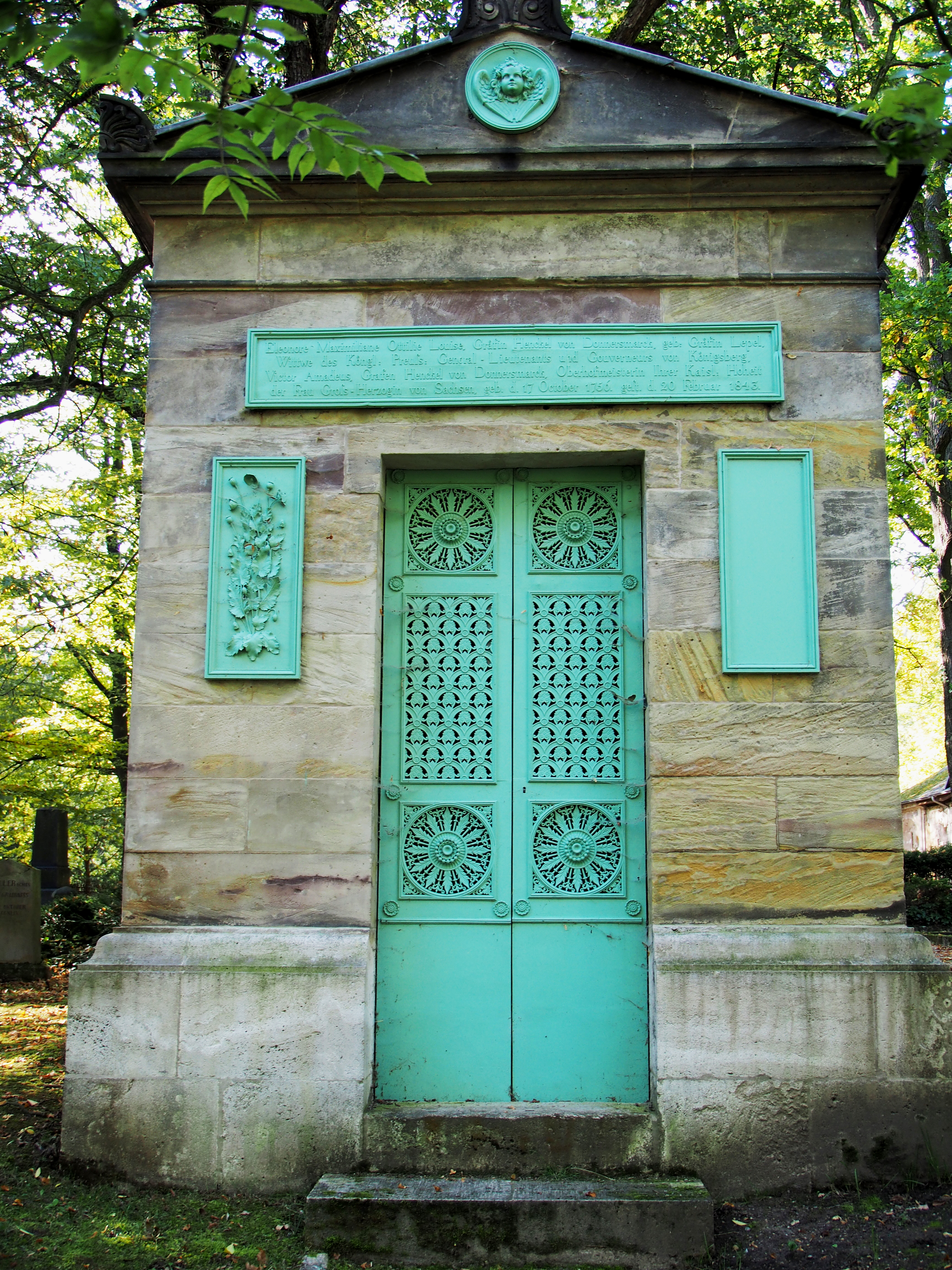
Grabstätte auf dem Historischen Friedhof Weimar

1806 kaufte sie im Park an der Ilm in Weimar ein Haus, welches als Pogwisch-Haus bekannt ist. Ihre Tochter Henriette Ulrike Ottilie von Pogwisch (1776–1851) hatte eine französische Lesegesellschaft gegründet. Der Sohn aus ihrer Ehe mit Victor Amadeus Graf Henckel von Donnersmarck, Wilhelm Ludwig Viktor Henckel von Donnersmarck (1775–1849), durchlief die militärische Laufbahn wie sein Vater.
Ihr Grab befindet sich auf dem Historischen Friedhof Weimar.